# غريدي إيستون
غريدي إيستون (بالإنجليزية: Grady Easton)‏ هو لاعب كرة قدم أمريكي، ولد في 26 سبتمبر 2002 في ذا وودلاندز في الولايات المتحدة.